# Nordische Junioren-Skiweltmeisterschaften 2012
Die 35. Nordischen Junioren-Skiweltmeisterschaften 2012 und die in diesem Rahmen ausgetragenen 7. U-23-Langlauf-Weltmeisterschaften fanden vom 20. bis zum 26. Februar 2012 im türkischen Erzurum statt.

## Langlauf U23 Männer

### 15 km Klassisch
| Platz | Sportler           | Land | Zeit        |
| ----- | ------------------ | ---- | ----------- |
| 1     | Jewgeni Below      | RUS  | 37:40,1 min |
| 2     | Noah Hoffman       | USA  | 38:05,5 min |
| 3     | Hannes Dotzler     | GER  | 38:09,1 min |
| 4     | Tim Tscharnke      | GER  | 38:14,7 min |
| 5     | Thomas Bing        | GER  | 38:21,2 min |
| 6     | Karel Tammjärv     | EST  | 38:23,1 min |
| 7     | Finn Hågen Krogh   | NOR  | 38:38,0 min |
| 8     | Akira Lenting      | JPN  | 38:38,2 min |
| 9     | Raul Schakirsjanow | RUS  | 38:39,3 min |
| 10    | Pjotr Sedow        | RUS  | 38:45,6 min |
| ...   |                    |      |             |
| 12    | Jonas Baumann      | SUI  | 38:57,4 min |
| 22    | Thomas Grader      | AUT  | 39:53,0 min |
| 30    | Jonas Dobler       | GER  | 40:13,6 min |

Datum: 23. Februar 2012

68 Athleten erreichten das Ziel. Zwei Läufer gaben auf und zwei gemeldete erschienen nicht zum Start.

### Sprint Freistil
| Platz | Sportler             | Land | Qualifikationszeit |
| ----- | -------------------- | ---- | ------------------ |
| 1     | Gleb Retiwych        | RUS  | 2:54,19 min (1.)   |
| 2     | Jewgeni Below        | RUS  | 2:56,25 min (6.)   |
| 3     | Roman Furger         | SUI  | 2:58,12 min (14.)  |
| 4     | Fabio Clementi       | ITA  | 2:59,56 min (20.)  |
| 5     | Gianluca Cologna     | SUI  | 2:54,21 min (2.)   |
| 6     | Anton Lindblad       | SWE  | 2:57,50 min (11.)  |
| 7     | Paul Goalabre        | FRA  | 2:57,33 min (10.)  |
| 8     | Renaud Jay           | FRA  | 2:56,24 min (4.)   |
| 9     | Andrew Musgrave      | GBR  | 2:54,64 min (3.)   |
| 10    | Mirco Bertolina      | ITA  | 2:59,48 min (19.)  |
| ...   |                      |      |                    |
| 13    | Tim Tscharnke        | GER  | 2:56.33 min (7.)   |
| 17    | Aurelius Herburger   | AUT  | 2:56,68 min (9.)   |
| 18    | Thomas Bing          | GER  | 3:00,16 min (24.)  |
| 23    | Sebastian Eisenlauer | GER  | 2:58,13 min (13.)  |

Datum: 21. Februar 2012

68 Athleten waren für die Qualifikation gemeldet, sechs traten nicht an.

### 15 km klassisch + 15 km Freistil
| Platz | Sportler           | Land | Zeit        |
| ----- | ------------------ | ---- | ----------- |
| 1     | Raul Schakirsjanow | RUS  | 1:16:30,9 h |
| 2     | Jewgeni Below      | RUS  | 1:16:31,8 h |
| 3     | Hannes Dotzler     | GER  | 1:16:32,0 h |
| 4     | Tim Tscharnke      | GER  | 1:16:32,2 h |
| 5     | Finn Hågen Krogh   | NOR  | 1:16:32,5 h |
| 6     | Pjotr Sedow        | RUS  | 1:16:32,7 h |
| 7     | Thomas Bing        | GER  | 1:16:32,8 h |
| 8     | Noah Hoffman       | USA  | 1:16:32,9 h |
| 9     | Karel Tammjärv     | EST  | 1:16:40,4 h |
| 10    | Mathias Rundgreen  | NOR  | 1:16:41,3 h |
| ...   |                    |      |             |
| 16    | Thomas Grader      | AUT  | 1:17:15,3 h |
| 27    | Jonas Baumann      | SUI  | 1:20:04,6 h |

Datum: 25. Februar 2012

58 Langläufer erreichten das Ziel, davon wurden fünf überrundet. Acht gaben während des Bewerbs auf und sechs Gemeldete waren nicht am Start.

## Langlauf U23 Frauen

### 10 km Klassisch
| Platz | Sportler               | Land | Zeit        |
| ----- | ---------------------- | ---- | ----------- |
| 1     | Marija Guschtschina    | RUS  | 29:23,2 min |
| 2     | Polina Medwedewa       | RUS  | 29:49,9 min |
| 3     | Martine Ek Hagen       | NOR  | 29:51,2 min |
| 4     | Emma Wikén             | SWE  | 29:51,6 min |
| 5     | Sadie Bjornsen         | USA  | 29:55,1 min |
| 6     | Manon Locatelli        | FRA  | 30:24,3 min |
| 7     | Jennie Öberg           | SWE  | 30:32,5 min |
| 8     | Debora Agreiter        | ITA  | 30:33,3 min |
| 9     | Monique Siegel         | GER  | 30:38,9 min |
| 10    | Jaroslava Cherdantseva | RUS  | 30:39,3 min |
| 11    | Lucia Anger            | GER  | 30:52,5 min |
| ...   |                        |      |             |
| 15    | Sandra Ringwald        | GER  | 31:02,3 min |
| 25    | Hanna Kolb             | GER  | 31:39,3 min |

Datum: 23. Februar 2012

Unter den 41 Starterinnen waren keine Sportlerinnen aus Österreich und der Schweiz. Eine Langläuferin musste aufgeben und 2 gemeldete waren nicht am Start.

### Sprint Freistil
| Platz | Sportler                | Land | Qualifikationszeit |
| ----- | ----------------------- | ---- | ------------------ |
| 1     | Hanna Kolb              | GER  | 2:41,65 min (1.)   |
| 2     | Emma Wikén              | SWE  | 2:51,06 min (19.)  |
| 3     | Jennie Öberg            | SWE  | 2:44,11 min (4.)   |
| 4     | Alenka Cebasek          | SLO  | 2:42,65 min (2.)   |
| 5     | Linn Sömskar            | SWE  | 2:46,92 min (8.)   |
| 6     | Manon Locatelli         | FRA  | 2:52,01 min (26.)  |
| 7     | Elisabeth Schicho       | GER  | 2:51,20 min (22.)  |
| 8     | Kathrine Rolsted Harsem | NOR  | 2:46.32 min (7.)   |
| 9     | Darja Godowanitschenko  | RUS  | 2:47,45 min (9.)   |
| 10    | Célia Aymonier          | FRA  | 2:48,83 min (10.)  |
| ...   |                         |      |                    |
| 13    | Sandra Ringwald         | GER  | 2:46,17 min (6.)   |
| 26    | Lucia Anger             | GER  | 2:49,90 min (14.)  |

Datum: 21. Februar 2012

Unter den 40 Starterinnen, die die Qualifikation bestritten, war keine Teilnehmerin aus Österreich und der Schweiz. Vier gemeldete Läuferinnen waren nicht am Start.

### 7,5 km klassisch + 7,5 km Freistil
| Platz | Sportler             | Land | Zeit        |
| ----- | -------------------- | ---- | ----------- |
| 1     | Martine Ek Hagen     | NOR  | 43:52,5 min |
| 2     | Debora Agreiter      | ITA  | 44:06,4 min |
| 3     | Emma Wikén           | SWE  | 44:27,0 min |
| 4     | Polina Medwedewa     | RUS  | 44:39,4 min |
| 5     | Monique Siegel       | GER  | 44:40,4 min |
| 6     | Anastasia Slonova    | KAZ  | 44:40,9 min |
| 7     | Anna Netschajewskaja | RUS  | 44:41,0 min |
| 8     | Britt Ingunn Nydal   | NOR  | 44:47,7 min |
| 9     | Ragnhild Haga        | NOR  | 44:47,9 min |
| 10    | Kristin Gausen       | NOR  | 44:48.0 min |
| ...   |                      |      |             |
| 12    | Lucia Anger          | GER  | 44:56,0 min |
| 21    | Sandra Ringwald      | GER  | 46:37,3 min |
| 26    | Elisabeth Schicho    | GER  | 46:57,7 min |

Datum: 25. Februar 2012

39 Athletinnen erreichten das Ziel, 2 Athletinnen gaben vorzeitig auf.

## Langlauf Junioren

### 10 km klassisch
| Platz | Sportler                  | Land | Zeit        |
| ----- | ------------------------- | ---- | ----------- |
| 1     | Sergei Ustjugow           | RUS  | 25:24,7 min |
| 2     | Jermil Wokujew            | RUS  | 25:47,2 min |
| 3     | Sindre Bjoernestad Skar   | NOR  | 25:57,1 min |
| 4     | Iivo Niskanen             | FIN  | 25:58,1 min |
| 5     | Artjom Malzew             | RUS  | 26:10,5 min |
| 6     | Max Hauke                 | AUT  | 26:14,6 min |
| 7     | Martin Loewstroem Nyenget | NOR  | 26:31,3 min |
| 8     | Sergej Mikajeljan         | ARM  | 26:35,4 min |
| 9     | Viktor Ermilin            | RUS  | 26:38,1 min |
| 10    | Antti Ojansivu            | FIN  | 26:39,9 min |
| ...   |                           |      |             |
| 14    | Florian Notz              | GER  | 26:54,7 min |
| 15    | Martin Weisheit           | GER  | 26:57,1 min |
| 20    | Livio Bieler              | SUI  | 27:11,0 min |
| 29    | Corsin Hösli              | SUI  | 27:30,9 min |

Datum: 22. Februar 2012

95 Starter waren gemeldet. Ein gemeldeter Teilnehmer trat nicht an, zwei Athleten erreichten nicht das Ziel.

### Sprint Freistil
| Platz | Sportler                | Land | Qualifikationszeit |
| ----- | ----------------------- | ---- | ------------------ |
| 1     | Sergei Ustjugow         | RUS  | 2:51,68 min (1.)   |
| 2     | Sindre Bjoernestad Skar | NOR  | 2:55,04 min (3.)   |
| 3     | Sondre Turvoll Fossli   | NOR  | 2:55,51 min (4.)   |
| 4     | Roman Schaad            | SUI  | 2:53,36 min (2.)   |
| 5     | Jermil Wokujew          | RUS  | 3:00,92 min (16.)  |
| 6     | Erwan Käser             | SUI  | 3:02,72 min (28.)  |
| 7     | Samson Schairer         | GER  | 2:56,36 min (5.)   |
| 8     | Max Hauke               | AUT  | 2:56,40 min (6.)   |
| 9     | Mathias Jonasson        | SWE  | 3:00,15 min (14.)  |
| 10    | Corsin Hösli            | SUI  | 2:59,30 min (11.)  |
| ...   |                         |      |                    |
| 21    | Fabian Schaad           | SUI  | 3:00,04 min (13.)  |
| 23    | Dominik Baldauf         | AUT  | 3:01,76 min (21.)  |

Datum: 20. Februar 2012

Insgesamt nahmen 92 Athleten an der Qualifikation teil, davon erreichten alle das Ziel.

### 10 km klassisch + 10 km Freistil
| Platz | Sportler                  | Land | Zeit        |
| ----- | ------------------------- | ---- | ----------- |
| 1     | Sergei Ustjugow           | RUS  | 50:28,8 min |
| 2     | Artjom Malzew             | RUS  | 50:39,5 min |
| 3     | Sindre Bjoernestad Skar   | NOR  | 50:53,4 min |
| 4     | Dmitri Rostowzew          | RUS  | 50:59,1 min |
| 5     | Antti Ojansivu            | FIN  | 51:03,7 min |
| 6     | Jermil Wokujew            | RUS  | 51:14,6 min |
| 7     | Martin Weisheit           | GER  | 51:17,3 min |
| 8     | Florian Notz              | GER  | 51:17,6 min |
| 9     | Martin Loewstroem Nyenget | NOR  | 51:27,6 min |
| 10    | Jun Ishikawa              | JPN  | 51:48,5 min |
| ...   |                           |      |             |
| 12    | Max Hauke                 | AUT  | 52:00,1 min |
| 16    | Livio Bieler              | SUI  | 52:24,7 min |
| 24    | Corsin Hösli              | SUI  | 52:46,3 min |
| 29    | Linard Kindschi           | SUI  | 53:10,9 min |
| 30    | Christian Stiebritz       | GER  | 53:27,0 min |

Datum: 24. Februar 2012

80 Athleten erreichten das Ziel, 7 gaben vorzeitig auf und ein gemeldeter Teilnehmer trat nicht an.

### 4 × 5 km Staffel
| Platz | Sportler                                                                                     | Land | Laufzeiten                                                             | Gesamtzeit  |
| ----- | -------------------------------------------------------------------------------------------- | ---- | ---------------------------------------------------------------------- | ----------- |
| 1     | Artjom Malzew Jermil Wokujew Dmitri Rostowzew Sergei Ustjugow                                | RUS  | 12:00,0 min (1.) 11:48,4 min (1.) 11:27,0 min (1.) 12:02,8 min (4.)    | 47:18,2 min |
| 2     | Daulet Rahkimbayev Sergey Malyshev Nikita Tkchenko Roman Ragosin                             | KAZ  | 12:05,1 min (3.) 11:51,3 min (2.) 11:39,0 min (2.) 12:27,6 min (8.)    | 48:03,0 min |
| 3     | Sondre Turvoll Fossli Martin Loewstroem Nyenget Håvard Solås Taugbøl Sindre Bjoernestad Skar | NOR  | 12:14,9 min (7.) 11:59,4 min (3.) 12:07,8 min (8.) 11:55,5 min (1.)    | 48:17,6 min |
| 4     | Mauro Brigadoi Giandomenico Salvadori Mario Roncador Claudio Muller                          | ITA  | 12:00,0 min (1.) 12:25,5 min (6.) 12:21,5 min (12.) 12:02,6 min (3.)   | 48:49,6 min |
| 5     | Mathias Dheyriat Adrien Backscheider Gerard Agnellet Clément Parisse                         | FRA  | 12:27,8 min (9.) 12:03,7 min (4.) 11:51,0 min (3.) 12:27,2 min (7.)    | 48:49,7 min |
| 6     | Florian Notz Christian Stiebritz Martin Weisheit Samson Schairer                             | GER  | 12:10,3 min (5.) 12:31,0 min (8.) 12:05,0 min (7.) 12:16,0 min (6.)    | 49:02,3 min |
| 7     | Karl-Johan Westberg Mathias Jonasson Daniel Svensson Carl Quicklund                          | SWE  | 12:13,8 min (6.) 12:46,1 min (10.) 12:19,1 min (11.) 12:00,7 min (2.)  | 49:19,7 min |
| 8     | Hikari Fujinoki Kentarō Ishikawa Jun Ishikawa Tomoki Sato                                    | JPN  | 12:54,3 min (15.) 12:18,3 min (5.) 12:07,8 min (8.) 12:12,7 min (5.)   | 49:33,1 min |
| 9     | Livio Bieler Linard Kindschi Corsin Hösli Erwan Käser                                        | SUI  | 12:21,3 min (8.) 12:38,0 min (9.) 12:03,4 min (5.) 12:53,2 min (13.)   | 49:55,9 min |
| 10    | Alexis Turgeon Knute Johnsgaard Geoffrey Richards Sebastian Dandurand                        | CAN  | 12:30,6 min (10.) 12:30,6 min (7.) 12:16,7 min (10.) 12:55,5 min (14.) | 50:13,4 min |
| ...   |                                                                                              |      |                                                                        |             |
| 14    | Dominik Baldauf Tobias Habenicht Max Hauke Kevin Plessnitzer                                 | AUT  | 13:11,8 min (17.) 13:10,2 min (17.) 12:04,0 min (6.) 13:07,1 min (15.) | 51:33,1 min |

Datum: 26. Februar 2012

Insgesamt 19 Nationen meldeten eine Staffel für dieses Rennen und alle kamen ins Ziel.

## Langlauf Juniorinnen

### 5 km Klassisch
| Platz | Sportler                 | Land | Zeit        |
| ----- | ------------------------ | ---- | ----------- |
| 1     | Natalja Schukowa         | RUS  | 14:53,1 min |
| 2     | Jelena Soboljowa         | RUS  | 14:53,9 min |
| 3     | Elena Serokhvostova      | RUS  | 14:58,6 min |
| 4     | Sofia Henriksson         | SWE  | 14:59,9 min |
| 5     | Anamarija Lampič         | SLO  | 15:00,0 min |
| 6     | Nika Razinger            | SLO  | 15:07,4 min |
| 7     | Theresa Eichhorn         | GER  | 15:14,6 min |
| 8     | Anja Eržen               | SLO  | 15:16,5 min |
| 9     | Jewgenija Oschtschepkowa | RUS  | 15:17,2 min |
| 10    | Evelina Settlin          | SWE  | 15:18,1 min |
| 11    | Teresa Stadlober         | AUT  | 15:20,8 min |
| ...   |                          |      |             |
| 22    | Christa Jäger            | SUI  | 16:01,5 min |
| 27    | Nathalie Schwarz         | AUT  | 16:10,0 min |
| 30    | Lisa Unterweger          | AUT  | 16:19,0 min |

Datum: 22. Februar 2012

741 Starterinnen waren gemeldet. Drei gemeldete Teilnehmerinnen traten nicht an, eine Athletin erreichte nicht das Ziel.

### Sprint Freistil
| Platz | Sportler                | Land | Qualifikationszeit |
| ----- | ----------------------- | ---- | ------------------ |
| 1     | Stina Nilsson           | SWE  | 2:49,91 min (6.)   |
| 2     | Evelina Settlin         | SWE  | 2:48,84 min (3.)   |
| 3     | Christa Jäger           | SUI  | 2:47,85 min (1.)   |
| 4     | Jonna Sundling          | SWE  | 2:48,84 min (3.)   |
| 5     | Hilde Losgaard Landheim | NOR  | 2:50,71 min (10.)  |
| 6     | Anamarija Lampič        | SLO  | 2:50,02 min (7.)   |
| 7     | Nika Razinger           | SLO  | 2:49,00 min (5.)   |
| 8     | Roxane Lacroix          | FRA  | 2:53,71 min (17.)  |
| 9     | Greta Laurent           | ITA  | 2:48,47 min (2.)   |
| 10    | Giulia Stürz            | ITA  | 2:56,00 min (28.)  |
| ...   |                         |      |                    |
| 13    | Victoria Carl           | GER  | 2:50,47 min (9.)   |
| 15    | Nathalie Schwarz        | AUT  | 2:54,27 min (20.)  |
| 19    | Lisa Unterweger         | AUT  | 2:54.42 min (21.)  |
| 20    | Anne Winkler            | GER  | 2:55,29 min (23.)  |
| 24    | Vanessa Hinz            | GER  | 2:55,53 min (24.)  |
| 26    | Laura Gimmler           | GER  | 2:50.44 min (8.)   |

Datum: '20. Februar 2012

Insgesamt nahmen 72 Athletinnen an der Qualifikation teil, eine gemeldete Läuferin trat nicht an

### 5 km Klassisch + 5 km Freistil
| Platz | Sportler              | Land | Zeit        |
| ----- | --------------------- | ---- | ----------- |
| 1     | Nika Razinger         | SLO  | 29:33,3 min |
| 2     | Lea Einfalt           | SLO  | 29:41.1 min |
| 3     | Nadeschda Schunjajewa | RUS  | 29:46,6 min |
| 4     | Anja Eržen            | SLO  | 30:02,8 min |
| 5     | Natalia Schukowa      | RUS  | 30:14,8 min |
| 6     | Teresa Stadlober      | AUT  | 30:15,8 min |
| 7     | Sofia Henriksson      | SWE  | 30:21,5 min |
| 8     | Theresa Eichhorn      | GER  | 30:22,1 min |
| 9     | Elena Serokhvostova   | RUS  | 30:32,4 min |
| 10    | Jelena Soboljowa      | RUS  | 30:52,8 min |
| ...   |                       |      |             |
| 14    | Laura Gimmler         | GER  | 31:06,9 min |
| 25    | Vanessa Hinz          | GER  | 32:00,6 min |
| 28    | Veronika Mayerhofer   | AUT  | 32:07,3 min |

Datum: 24. Februar 2012

61 Athletinnen erreichten das Ziel, eine war nicht am Start und fünf gaben vorzeitig auf.

### 4 × 3,3 km Staffel
| Platz | Sportler                                                                    | Land | Laufzeiten                                                         | Gesamtzeit  |
| ----- | --------------------------------------------------------------------------- | ---- | ------------------------------------------------------------------ | ----------- |
| 1     | Elena Serokhvostova Natalia Schukowa Nadeschda Schunjajewa Jelena Soboljowa | RUS  | 8:47,9 min (2.) 8:39,8 min (1.) 8:04,4 min (2.) 8:34,0 min (3.)    | 34:06,1 min |
| 2     | Evelina Settlin Sofia Henriksson Jonna Sundling Stina Nilsson               | SWE  | 8:45,2 min (1.) 8:46,1 min (2.) 8:16,2 min (3.) 8:32,0 min (2.)    | 34:19,5 min |
| 3     | Anja Eržen Anamarija Lampič Lea Einfalt Nika Razinger                       | SLO  | 9:01,3 min (6.) 8:50,4 min (3.) 8:00,0 min (1.) 8:27,9 min (1.)    | 34:19,6 min |
| 4     | Theresa Eichhorn Laura Gimmler Vanessa Hinz Victoria Carl                   | GER  | 8:53,6 min (3.) 8:59,0 min (5.) 8:19,0 min (4.) 8:44,8 min (5.)    | 34:56,4 min |
| 5     | Francesca Baudin Stefania Zanon Greta Laurent Giulia Stürz                  | ITA  | 9:03,3 min (7.) 9:14,2 min (7.) 8:38,5 min (7.) 8:41,5 min (4.)    | 35:37,5 min |
| 6     | Barbro Kvaale Thea Krokan Murud Hilde Losgaard Landheim Anne-Tine Markset   | NOR  | 8:59,3 min (4.) 8:58,0 min (4.) 8:46,5 min (9.) 8:53,9 min (7.)    | 35:37,7 min |
| 7     | Teresa Stadlober Lisa Unterweger Anna Roswitha Seebacher Nathalie Schwarz   | AUT  | 9:00,1 min (5.) 9:18,4 min (8.) 8:40,7 min (8.) 8:53,4 min (6.)    | 35:52,6 min |
| 8     | Alyona Vassilchenko Anna Shevchenko Olga Mandrika Anna Stojan               | KAZ  | 9:31,8 min (9.) 9:07,7 min (6.) 8:30,3 min (5.) 9:10,9 min (8.)    | 36:20,7 min |
| 9     | Dahria Beatty Janelle Greer Anne-Marie Comeau Emilie Stewart-Jones          | CAN  | 9:17,1 min (8.) 9:23,3 min (10.) 9:03,5 min (11.) 9:17,4 min (10.) | 37:01,3 min |
| 10    | Corey Stock Mary O’Connell Emily Hannah Stephanie Kirk                      | USA  | 9:46,5 min (11.) 9:20,5 min (9.) 8:38,3 min (6.) 9:16,4 min (9.)   | 37:01,7 min |

Datum: 26. Februar 2012

Insgesamt 12 Nationen meldeten eine Staffel für dieses Rennen und alle kamen ins Ziel.

## Nordische Kombination Junioren

### Gundersen (Normalschanze HS 109/10 km)
| Platz | Sportler            | Land | Weite   | Punkte | Rückstand      | Endzeit     |
| ----- | ------------------- | ---- | ------- | ------ | -------------- | ----------- |
| 1     | Mattia Runggaldier  | ITA  | 91,0 m  | 102,0  | 1:28 min (29.) | 26:50,8 min |
| 2     | Manuel Faißt        | GER  | 96,0 m  | 115,0  | 0:36 min (8.)  | 26:57,3 min |
| 3     | Michael Schuller    | GER  | 98,0 m  | 127,5  | 0:26 min (5.)  | 27:00,6 min |
| 4     | Christian Arlt      | GER  | 100,0 m | 124,0  | 0:00 min (1.)  | 27:15,5 min |
| 5     | Espen Andersen      | NOR  | 100,5 m | 123,5  | 0:02 min (2.)  | 27:23,3 min |
| 6     | Øystein Granbu Lien | NOR  | 95,0 m  | 112,5  | 0:46 min (13.) | 27:23.5 min |
| 7     | Mikke Leinonen      | FIN  | 94,0 m  | 108,0  | 1:04 min (19.) | 27:25,3 min |
| 8     | Wjatscheslaw Barkow | RUS  | 93,5 m  | 109,0  | 1:00 min (17.) | 28:27,3 min |
| 9     | Alexander Brandner  | AUT  | 87,5 m  | 095,0  | 1:56 min (38.) | 27:35,4 min |
| 10    | Philipp Orter       | AUT  | 90,5 m  | 103,0  | 1:24 min (28.) | 27:38,1 min |
| ...   |                     |      |         |        |                |             |
| 13    | Tobias Simon        | GER  | 96,0 m  | 113,5  | 0:42 min (12.) | 27:40,2 min |
| 16    | David Pommer        | AUT  | 93,5 m  | 108,5  | 1:02 min (18.) | 27:55,1 min |
| 20    | Sven Fawer          | SUI  | 93,0 m  | 107,5  | 1:06 min (23.) | 28:02,6 min |
| 21    | Mario Seidl         | AUT  | 92,5 m  | 106,5  | 1:10 min (24.) | 28:05,2 min |

Datum: 22. Februar 2012

Alle 54 gemeldeten Läufer kamen ins Ziel

### Gundersen (Normalschanze HS 109/5 km)
| Platz | Sportler            | Land | Weite   | Punkte | Rückstand      | Endzeit     |
| ----- | ------------------- | ---- | ------- | ------ | -------------- | ----------- |
| 1     | Øystein Granbu Lien | NOR  | 103,0 m | 130,5  | 0:06 min (2.)  | 12:52,9 min |
| 2     | Ilkka Herola        | FIN  | 106,5 m | 132,0  | 0:00 min (1.)  | 13:03,1 min |
| 3     | Espen Andersen      | NOR  | 101,0 m | 125,0  | 0:28 min (6.)  | 13:08,9 min |
| 4     | Gō Yamamoto         | JPN  | 103,0 m | 130,0  | 0:08 min (4.)  | 13:13,5 min |
| 5     | Mikke Leinonen      | FIN  | 99,5 m  | 122,0  | 0:44 min (9.)  | 13:15,8 min |
| 6     | Jewgeni Klimow      | RUS  | 103,0 m | 130,5  | 0:06 min (2.)  | 13:17,1 min |
| 7     | Adam Cieślar        | POL  | 100,5 m | 125,0  | 0:28 min (6.)  | 13:18,6 min |
| 8     | Franz-Josef Rehrl   | AUT  | 99,0 m  | 121,5  | 1:36 min (11.) | 13:20,1 min |
| 9     | Michael Ward        | USA  | 97,0 m  | 116,0  | 1:04 min (16.) | 13:20,9 min |
| 10    | Manuel Faißt        | GER  | 96,5 m  | 116,0  | 1:04 min (16.) | 13:21,6 min |
| ...   |                     |      |         |        |                |             |
| 12    | David Pommer        | AUT  | 96,5 m  | 116,0  | 1:04 min (16.) | 13:25,8 min |
| 14    | Tobias Haug         | GER  | 100,5 m | 124,0  | 0:32 min (8.)  | 13:48,0 min |
| 16    | Tobias Simon        | GER  | 99,0 m  | 122,0  | 0:40 min (24.) | 13:52,9 min |
| 20    | Hugo Buffard        | FRA  | 92,5 m  | 106,0  | 1:44 min (36.) | 13:56,1 min |
| 23    | Michael Schuller    | GER  | 92,0 m  | 105,0  | 1:48 min (38.) | 14:06,3 min |
| 24    | Philipp Orter       | AUT  | 93,0 m  | 107,0  | 1:40 min (32.) | 14:09,4 min |
| 27    | Mario Seidl         | AUT  | 95,0 m  | 111,5  | 1:22 min (27.) | 14:15,0 min |

Datum: 25. Februar 2012

54 Athleten absolvierten das Springen, zwei davon traten nicht mehr zum Langlauf an und ein Kombinierer beendete den Langlauf vorzeitig.

### Mannschaft (Normalschanze HS 109/4 × 5 km)
| Platz | Sportler                                                           | Land | Einzelpunkte                                    | Punkte             | Laufzeiten                                                             | Endzeit     |
| ----- | ------------------------------------------------------------------ | ---- | ----------------------------------------------- | ------------------ | ---------------------------------------------------------------------- | ----------- |
| 1     | David Pommer Franz-Josef Rehrl Alexander Brandner Philipp Orter    | AUT  | 126,0 (3.) 125,0 (1.) 103,5 (8.) 123,5 (7.)     | 478,0 + 0:25 (4.)  | 12:29,6 min (2.) 12:37,8 min (4.) 12:26,9 min (1.) 13:17,6 min (3.)    | 51:16,9 min |
| 2     | Samuel Costa Roberto Tomio Manuel Maierhofer Mattia Runggaldier    | ITA  | 116,5 (6.) 100,5 (8.) 115,5 (4.) 120,5 (8.)     | 453,0 + 0:58 (8.)  | 12:39,9 min (3.) 12:33,3 min (2.) 12:28,6 min (2.) 12:51,2 min (1.)    | 51:31,0 min |
| 3     | Christian Arlt Tobias Simon Michael Schuller Manuel Faißt          | GER  | 120,5 (3.) 131,5 (1.) 119,5 (3.) 125,0 (6.)     | 496,5 + 0:00 (1.)  | 13:04,0 min (8.) 12:52,8 min (7.) 12:41,5 min (4.) 13:13,9 min (2.)    | 51:52,2 min |
| 4     | Audun Hokholt Sindre Ure Søtvik Øystein Granbu Lien Espen Andersen | NOR  | 097,0 (11.) 124,5 (2.) 132,0 (1.) 135,5 (1.)    | 483,5 + 0:07 (2.)  | 14:25,6 min (10.) 13:51,9 min (5.) 13:36,1 min (3.) 13:45,1 min (8.)   | 52:10,1 min |
| 5     | Samir Mastijew Alexey Gubin Jewgeni Klimow Wjatscheslaw Barkow     | RUS  | 096,5 (9.) 119,5 (4.) 128,5 (3.) 116,0 (7.)     | 460,5 + 0:48 (6.)  | 12:40,6 min (4.) 12:46,2 min (6.) 12:59,6 min (5.) 13:26,6 min (5.)    | 52:41,0 min |
| 6     | Arttu Aalander Ilkka Herola Ville Heikkinen Mikke Leinonen         | FIN  | 102,5 (7.) 128,5 (2.) 121,0 (5.) 127,0 (5.)     | 460,5 + 0:23 (3.)  | 12:55,5 min (5.) 13:10,7 min (8.) 13:25,0 min (9.) 13:28,1 min (7.)    | 53:22,3 min |
| 7     | Paweł Słowiok Adam Cieślar Andrzej Gąsienica Stanisław Biela       | POL  | 104,0 (7.) 127,5 (2.) 117,0 (9.) 116,0 (5.)     | 460,5 + 0:43 (5.)  | 12:57,3 min (6.) 12:34,9 min (3.) 13:18,1 min (8.) 14:12,3 min (11.)   | 53:45,6 min |
| 8     | Michael Ward Erik Lynch Clifford Field Adam Loomis                 | USA  | 111,5 (6.) 122,5 (4.) 113,5 (10.) 107,0 (6.)    | 460,5 + 0:56 (7.)  | 12:25,6 min (1.) 13:27,3 min (9.) 13:51,6 min (11.) 13:27,0 min (6.)   | 54:07,5 min |
| 9     | Toshihisa Denda Takuya Kaga Gō Yamamoto Takehiro Watanabe          | JPN  | 094,5 (9.) 115,0 (8.) 129,0 (2.) 111,5 (5.)     | 460,5 + 1:02 (9.)  | 13:06,1 min (9.) 13:44,6 min (11.) 13:08,7 min (6.) 13:23,5 min (5.)   | 54:24,9 min |
| 10    | Théo Hannon Hugo Buffard Thomas Strappazon Nicolas Didier          | FRA  | 113,5 (10.) 100,0 (10.) 083,5 (10.) 084,5 (11.) | 460,5 + 2:33 (11.) | 13:01,6 min (7.) 12:15,9 min (1.) 13:15,8 min (7.) 14:10,6 min (10.)   | 55:16,9 min |
| 11    | Alen Turjak Mitja Drinovic Nace Šinkovec Borut Mavc                | SLO  | 128,0 (4.) 052,0 (11.) 115,0 (8.) 091,5 (10.)   | 460,5 + 2:27 (10.) | 14:05,4 min (11.) 13:43,3 min (10.) 13:44,8 min (10.) 14:01,3 min (9.) | 58:01,8 min |

Datum: 24. Februar 2012

## Skispringen Junioren

### Normalschanze
| Platz | Sportler             | Land | Weite 1 | Weite 2 | Punkte |
| ----- | -------------------- | ---- | ------- | ------- | ------ |
| 1     | Nejc Dežman          | SLO  | 109,5 m | 108,0 m | 286,5  |
| 2     | Aleksander Zniszczoł | POL  | 107,5 m | 109,5 m | 280,5  |
| 2     | Jaka Hvala           | SLO  | 110,5 m | 105,5 m | 280,5  |
| 4     | Phillip Sjøen        | NOR  | 109,0 m | 107,5 m | 276,0  |
| 5     | Lukas Müller         | AUT  | 104,0 m | 104,0 m | 267,0  |
| 6     | Klemens Murańka      | POL  | 103,5 m | 105,5 m | 263,5  |
| 7     | Christoph Stauder    | AUT  | 105,0 m | 100,5 m | 259,5  |
| 7     | Stefan Kraft         | AUT  | 100,0 m | 105,0 m | 259,5  |
| 9     | Anže Lanišek         | SLO  | 103,5 m | 103,0 m | 259,0  |
| 10    | Espen Røe            | NOR  | 105,5 m | 103,0 m | 257,5  |
| ...   |                      |      |         |         |        |
| 15    | Stephan Leyhe        | GER  | 099,0 m | 102,5 m | 251,5  |
| 17    | Pascal Sommer        | SUI  | 101,5 m | 098,5 m | 246,5  |
| 18    | Ulrich Wohlgenannt   | AUT  | 103,0 m | 096,5 m | 245,0  |
| 22    | Jan Mayländer        | GER  | 096,0 m | 098,5 m | 236,5  |
| 22    | Michael Dreher       | GER  | 097,0 m | 098,0 m | 236,5  |
| 26    | Pascal Egloff        | SUI  | 096,5 m | 096,0 m | 230,5  |

Datum: 23. Februar 2012

### Mannschaftsspringen Normalschanze
| Platz | Sportler                                                              | Land | Weite 1                         | Weite 2                         | Punkte |
| ----- | --------------------------------------------------------------------- | ---- | ------------------------------- | ------------------------------- | ------ |
| 1     | Espen Røe Mats Søhagen Berggaard Simen Grimsrud Phillip Sjøen         | NOR  | 104,0 m 100,5 m 099,5 m 096,5 m | 103,0 m 099,0 m 098,0 m 103,0 m | 988,5  |
| 2     | Klemens Murańka Tomasz Byrt Bartłomiej Kłusek Aleksander Zniszczoł    | POL  | 103,5 m 099,0 m 098,0 m 099,0 m | 101,0 m 097,0 m 095,5 m 105,5 m | 985,5  |
| 3     | Christoph Stauder Ulrich Wohlgenannt Stefan Kraft Lukas Müller        | AUT  | 097,5 m 097,5 m 102,0 m 098,0 m | 097,0 m 096,5 m 097,0 m 105,5 m | 960,0  |
| 4     | Rok Justin Anže Lanišek Jaka Hvala Nejc Dežman                        | SLO  | 099,0 m 095,5 m 098,0 m 098,5 m | 095,0 m 101,0 m 093,0 m 103,0 m | 954,5  |
| 5     | Tobias Löffler Tobias Lugert Michael Dreher Stephan Leyhe             | GER  | 101,5 m 098,0 m 091,0 m 092,5 m | 097,5 m 097,0 m 091,5 m 096,0 m | 913,0  |
| 6     | Luca Egloff Adrian Schuler Pascal Egloff Pascal Sommer                | SUI  | 094,0 m 086,0 m 095,5 m 092,5 m | 089,5 m 088,5 m 093,5 m 097,5 m | 839,5  |
| 7     | Miika Ylipulli Juho Ojala Sebastian Klinga Jarkko Määttä              | FIN  | 093,5 m 089,0 m 089,0 m 085,0 m | 089,0 m 089,0 m 091,0 m 093,0 m | 797,0  |
| 8     | Iwan Lanin Michail Maximotschkin Alexander Schuwalow Alexei Romaschow | RUS  | 089,0 m 092,5 m 090,0 m 087,0 m | 090,5 m 089,5 m 090,0 m 090,0 m | 795,0  |

Datum: 25. Februar 2012

## Skispringen Juniorinnen

### Normalschanze
| Platz | Sportler          | Land | Weite 1 | Weite 2 | Punkte |
| ----- | ----------------- | ---- | ------- | ------- | ------ |
| 1     | Sara Takanashi    | JPN  | 108,5 m | 107,5 m | 276,5  |
| 2     | Sarah Hendrickson | USA  | 105,0 m | 100,5 m | 265,0  |
| 3     | Carina Vogt       | GER  | 102,5 m | 100,0 m | 255,5  |
| 4     | Evelyn Insam      | ITA  | 100,5 m | 101,0 m | 251,5  |
| 5     | Špela Rogelj      | SLO  | 100,5 m | 101,0 m | 250,0  |
| 6     | Coline Mattel     | FRA  | 103,0 m | 093,0 m | 241,0  |
| 7     | Yūki Itō          | JPN  | 100,0 m | 096,0 m | 240,5  |
| 8     | Julia Kykkänen    | FIN  | 098,5 m | 098,5 m | 239,5  |
| 9     | Maren Lundby      | NOR  | 099,0 m | 093,0 m | 229,5  |
| 10    | Ma Tong           | CHN  | 090,0 m | 093,0 m | 221,5  |
| ...   |                   |      |         |         |        |
| 16    | Katharina Althaus | GER  | 092,5 m | 086,0 m | 200,0  |
| 18    | Ramona Straub     | GER  | 086,0 m | 090,0 m | 192,5  |
| 23    | Svenja Würth      | GER  | 084,0 m | 083,0 m | 172,5  |
| 26    | Katharina Keil    | AUT  | 084,0 m | 081,5 m | 168,5  |

Datum: 23. Februar 2012

### Mannschaftsspringen Normalschanze
| Platz | Sportler                                                                       | Land | Weite 1                         | Weite 2                         | Punkte |
| ----- | ------------------------------------------------------------------------------ | ---- | ------------------------------- | ------------------------------- | ------ |
| 1     | Yūki Itō Yurina Yamada Kaori Iwabuchi Sara Takanashi                           | JPN  | 096,5 m 097,5 m 091,0 m 103,0 m | 101,0 m 101,5 m 097,0 m 104,5 m | 968,0  |
| 2     | Ramona Straub Svenja Würth Katharina Althaus Carina Vogt                       | GER  | 089,0 m 091,0 m 091,0 m 095,5 m | 092,0 m 085,5 m 096,5 m 096,5 m | 848,5  |
| 3     | Urša Bogataj Ema Klinec Špela Rogelj Katja Požun                               | SLO  | 082,5 m 092,5 m 096,0 m 098,5 m | 083,0 m 095,0 m 096,0 m 094,0 m | 823,5  |
| 4     | Barbora Blažková Michaela Doleželová Natálie Dejmková Lucie Míková             | CZE  | 076,0 m 084,0 m 083,0 m 090,5 m | 080,5 m 085,0 m 087,5 m 095,5 m | 712,0  |
| 5     | Léa Lemare Caroline Espiau Julia Clair Coline Mattel                           | FRA  | 080,0 m 069,5 m 081,5 m 099,0 m | 090,0 m 068,0 m 088,0 m 092,5 m | 691,5  |
| 6     | Gyda Enger Jenny Synnøve Hagemoen Synne Steen Hansen Maren Lundby              | NOR  | 080,5 m 078,5 m 082,5 m 087,5 m | 081,5 m 084,5 m 086,5 m 090,0 m | 689,0  |
| 7     | Liu Qi Ji Cheng Li Xueyao Ma Tong                                              | CHN  | 080,0 m 070,0 m 085,5 m 092,0 m | 084,5 m 073,5 m 083,0 m 090,0 m | 572,5  |
| 8     | Sonja Schoitsch Chiara Hölzl Cornelia Roider Katharina Keil                    | AUT  | 084,5 m 067,0 m 079,0 m 080,0 m | 083,5 m 069,5 m 075,5 m 076,0 m | 562,5  |
| 9     | Adelja Raschitowa Anastassija Weschtschikowa Alexandra Kustowa Sofja Tichonowa | RUS  | 054,0 m 060,0 m 063,0 m 066,0 m |                                 | 139,5  |

Datum: 25. Februar 2012

## Nationenwertung

### Nationenwertung
| Platz | Land               | Gold | Silber | Bronze | Gesamt |
| ----- | ------------------ | ---- | ------ | ------ | ------ |
| 1     | Russland           | 10   | 6      | 2      | 18     |
| 2     | Norwegen           | 3    | 1      | 6      | 10     |
| 3     | Slowenien          | 2    | 2      | 2      | 6      |
| 4     | Japan              | 2    | 0      | 0      | 2      |
| 5     | Schweden           | 1    | 3      | 2      | 6      |
| 6     | Deutschland        | 1    | 2      | 5      | 8      |
| 7     | Italien            | 1    | 2      | 0      | 3      |
| 8     | Österreich         | 1    | 0      | 1      | 2      |
| 9     | Polen              | 0    | 2      | 0      | 1      |
| 9     | Vereinigte Staaten | 0    | 2      | 0      | 1      |
| 11    | Kasachstan         | 0    | 1      | 0      | 1      |
| 11    | Finnland           | 0    | 1      | 0      | 1      |
| 13    | Schweiz            | 0    | 0      | 2      | 2      |

### Juniorennationenwertung
| Platz | Land               | Gold | Silber | Bronze | Gesamt |
| ----- | ------------------ | ---- | ------ | ------ | ------ |
| 1     | Russland           | 6    | 3      | 2      | 11     |
| 2     | Slowenien          | 2    | 2      | 2      | 6      |
| 3     | Norwegen           | 2    | 1      | 5      | 8      |
| 4     | Japan              | 2    | 0      | 0      | 2      |
| 5     | Schweden           | 1    | 2      | 0      | 3      |
| 6     | Italien            | 1    | 1      | 0      | 2      |
| 7     | Österreich         | 1    | 0      | 1      | 2      |
| 8     | Deutschland        | 0    | 2      | 3      | 5      |
| 9     | Polen              | 0    | 2      | 0      | 2      |
| 10    | Vereinigte Staaten | 0    | 1      | 0      | 1      |
| 10    | Finnland           | 0    | 1      | 0      | 1      |
| 10    | Kasachstan         | 0    | 1      | 0      | 1      |
| 13    | Schweiz            | 0    | 0      | 1      | 1      |

### U23-Nationenwertung
| Platz | Land               | Gold | Silber | Bronze | Gesamt |
| ----- | ------------------ | ---- | ------ | ------ | ------ |
| 1     | Russland           | 4    | 3      | 0      | 7      |
| 2     | Deutschland        | 1    | 0      | 2      | 3      |
| 3     | Norwegen           | 1    | 0      | 1      | 2      |
| 4     | Schweden           | 0    | 1      | 2      | 3      |
| 5     | Italien            | 0    | 1      | 0      | 1      |
| 6     | Vereinigte Staaten | 0    | 1      | 0      | 1      |
| 7     | Schweiz            | 0    | 0      | 1      | 1      |